# Venta de la Punta
La Venta de la Punta és un petit llogaret del municipi d'Ulldecona, al sud de Catalunya a la comarca del Montsià.
Aquest nucli està situat a una altitud de 248 m sobre el nivell del mar, a la plana limitada per els Ports de Beseit i la Serra de Godall. Es troba no gaire lluny d'Els Valentins, a la vora de la carretera que passava pel barri d'el Castell i anava a Tortosa. Actualment es troba a la part nord de la carretera que uneix La Sénia amb La Galera.
Antigament hi havia una fonda per als viatgers on molts vianants que anaven de Tortosa al Maestrat s'aturaven per passar la nit.
Actualment hi ha una casa deshabitada al nord de la cruïlla en prou bon estat. A l'altra banda del camí rural que va vers els Ports hi ha també unes ruïnes de cases antigues. El conjunt no ha estat mai gaire gran.
Al municipi de Santa Bàrbara hi ha un hotel-restaurant modern que duu el mateix nom.